# سیارک ۸۳۰۷
سیارک ۸۳۰۷ (به انگلیسی: 8307 Peltan، نامگذاری:1995EN) هشت هزار و سیصد و هفتمین سیارک کشف شده‌است که در ۵ مارس ۱۹۹۵ کشف شد.
قدر مطلق سیارک برابر ۱۵٫۴۰ است.